# Edgar (ópera)
Edgar es una ópera en tres actos de Giacomo Puccini. Es la segunda ópera compuesta por el maestro de Lucca. Estrenada el 21 de abril de 1889 en el Teatro La Scala de Milán. Continuaron representaciones en el Teatro Comunale de Ferrara (1892), en el Teatro Real de Madrid (1892) y en el Teatro de la Ópera de Buenos Aires (1905).
Luego del éxito de su primera ópera, Le Villi, Ricordi comisionó a Puccini la creación de esta ópera. El libreto estuvo a cargo de Ferdinando Fontana (el mismo poeta que había provisto el texto de la primera obra), quien se basó en La coupe et les lèvres, una obra de Alfred de Musset.
La primera versión, de cuatro actos, tuvo un recibimiento cordial pero no caluroso. Un año después del estreno, en enero de 1890, se publicaba una segunda versión con otro final para el segundo acto. Puccini revisó la obra otra vez en otoño de 1891, eliminando el último acto, y una vez más en 1905. La forma final de la ópera tuvo mucho menos éxito que la primera.
La marcha fúnebre del tercer acto de Edgar fue interpretada durante el funeral de Puccini, bajo la dirección de Arturo Toscanini.

## Argumento
La historia tiene mucho parecido con la de Carmen de Georges Bizet. Ambas óperas presentan a un hombre confundido, que debe escoger entre el amor casto de una joven de su pueblo y la pasión desbordada de una exótica gitana.
La acción se ubica en Flandes, en torno a 1300 y narra la historia de un hombre pobre, dividido entre el amor a dos mujeres, Fidelia y Tigrana. Después de huir y llevar una vida desenfrenada con la segunda, la abandona y trata de redimirse alistándose en el ejército. Mientras Edgar salva a su patria, el pueblo, que lo cree muerto, procede con gran pompa a su entierro. En el momento de la oración fúnebre, aparece un monje, con el rostro oculto bajo su cilicio, y revela a la horrorizada audiencia las bajezas pasadas del héroe. Fidelia defiende su memoria. En vano, Tigrana, sobornada por el monje, acusa a Edgar de traición. Furiosa, la multitud quiere arrojar el cuerpo a los cuervos pero descubre con asombro que el ataúd está vacío. El monje entonces revela su verdadera identidad: no es otro que Edgar disfrazado. Él se arrepiente y Fidelia se arroja a sus brazos. Pero su felicidad dura poco pues a continuación cae muerta apuñalada por Tigrana.
Puccini utilizó parte de la música que cortó de la obra Tosca, convirtiéndola en el dúo Amaro sol per te m’era il morire! del tercer acto de Edgar.
Esta ópera rara vez se representa en la actualidad; en las estadísticas de Operabase aparece con solo 6 representaciones en el período 2005-2010.